# Acioa dichotoma
Acioa dichotoma là một loài thực vật thuộc họ Chrysobalanaceae. Nó là loài đặc hữu của Nigeria. Nó bị đe dọa do mất môi trường sống.